# Барнетт, Генри
Генри Джозеф Маколей Барнетт (англ. Henry Joseph Macaulay Barnett; 10 февраля 1922, Ньюкасл-апон-Тайн, Великобритания — 20 октября 2016, Торонто) — канадский учёный-невролог. Барнетт, известный как исследователь методик предотвращения и борьбы с последствиями инсультов, был основателем отделения клинических неврологических наук в Университете Западного Онтарио и Исследовательского института им. Робартса. Компаньон ордена Канады (2003), член Канадского медицинского зала славы (1995), почётный доктор наук Оксфордского университета и почётный член ряда национальных академий.

## Биография
Генри Барнетт родился в Ньюкасле (Англия) в 1922 году в семье англиканского священника Томаса Барнетта и Сади Маколей; он был третьим ребёнком из семи. Когда Генри было три года, семья переехала в Канаду, где Томас Барнетт возглавил приход в Торонто. В детстве Генри интересовался птицами и в годы учёбы в подготовительной школе при Торонтском университете мечтал о карьере биолога, однако по настоянию отца, рассчитывавшего, что сын изберёт более практичную и доходную профессию, в 1939 году поступил на медицинский факультет Торонтского университета.
Окончив университет в 1944 году, Барнетт проходил стажировку в Торонтской общей больнице, где познакомился с медсестрой Катлин (Кей) Гурлей. Они поженились в 1946 году. По совету своего научного руководителя Барнетт избрал в качестве специализации зарождающуюся в те годы неврологию. После прохождения специализации в Торонто и Великобритании (вначале в Национальной неврологической и нейрохирургической больнице в Лондоне, а затем в Оксфорде) он присоединился к штату Торонтской общей больницы. С того же года он преподавал на кафедре Неврологии Торонтского университета, а в 1967 году основал отделение неврологических наук в Саннибрукском медицинском центре (Торонто). Однако поскольку в Торонто по-прежнему рассматривали неврологию как часть психиатрии, в 1969 году Барнетт принял приглашение доктора Чарльза Дрейка (своего знакомого по Национальной неврологической и нейрохирургической больнице, с которым в дальнейшем породнился) и перешёл в Университет Восточного Онтарио в Лондоне (Онтарио), где принял участие в создании отделения клинических неврологических наук, в рамках которого сочеталось обучение неврологии и нейрохирургии. В 1974 году Барнетт возглавил это отделение, в превращение которого в ведущее в своей области в Канаде и мире он сыграл значительную роль. По настоянию Барнетта в Университете Западного Онтарио были созданы штатные места для трёх невропатологов (в период, когда представителей этой специальности было трое по всей стране), каждому пациенту, перенесшему инсульт, в медицинском центре при университете делалась ангиограмма общей сонной артерии — практика, ещё нигде более не применявшаяся. Воспитанные Барнеттом специалисты (в том числе Том Фисби, Алистер Бьюкен и Джордж Эберс) стали одними из ведущих неврологов мира.
В годы работы в Университете Западного Онтарио Барнетт проводил исследования способов предотвращения инсультов и борьбы с их последствиями, принесшие ему международную известность (см. Вклад в науку). В 1970 году он стал одним из основателей Канадского общества изучения инсультов (англ. Canadian Stroke Society), а с 1981 по 1986 год занимал пост главного редактора профильного научного журнала Stroke. Уже в начале 1990-х годов он был вызван в Нью-Йорк в качестве консультанта для перенесшего инсульт Любавичского ребе. Другой областью его научных интересов были заболевания спинного мозга, в том числе посттравматическая сирингомиелия.
В 1986 году совместно с Дрейком Барнетт основал в Лондоне (Онтарио) Исследовательский институт имени Джона П. Робартса, который возглавлял на протяжении следующих восьми лет. Это исследовательское учреждение было полностью независимым как от Университета Западного Онтарио, так и от местной больницы, для чего Барнетту пришлось добиться финансирования от премьер-министра Канады и премьера провинции Онтарио. Он продолжал работать в институте до 1999 года, когда вышел на пенсию и переехал в посёлок Кинг (Онтарио), где ещё в 1955 году купил землю, но продолжал писать, опубликовав в 2010 году мемуары в Canadian Journal of Neurological Sciences. В эти годы он также активно участвовал в работе природоохранной организации Nature Conservancy of Canada. 
Жена Генри Барнетта Кей, родившая ему четырёх детей, умерла в 2006 году. Сам он пережил её на десять лет, скончавшись в возрасте 94 лет в Торонто.

## Вклад в науку
За годы научной карьеры доктор Барнетт опубликовал сотни работ, включая стандартный справочник по инсультам «Инсульт: Патофизиология, диагностика и лечение» (англ. Stroke: Pathophysiology, Diagnosis and Treatment) и вышедшую в 1973 году монографию «Сирингомиелия», в которой собраны результаты наблюдений за 200 пациентами с этим малораспространённым заболеванием. Среди диагностированных и описанных им клинических синдромов — острая нейропатия напряжения, нейропатия сборщиков лука, синдром окклюзии общей сонной артерии, инсульт в результате пролапса митрального клапана, синдром внешнего обкрадывания общей сонной артерии.
В 1970-е годы первое национальное рандомизированное исследование, проведенное под руководством Генри Барнетта, доказало эффективность аспирина в предотвращении инсультов. Помимо самого факта доказательства возможности предотвращения инсультов (по словам его ученика, а в дальнейшем декана медицинского факультета Оксфордского университета Алистера Бьюкена, Барнетт был «тем неврологом, который превратил инсульт из „божьего промысла“ в событие, которое врачи могут предотвратить»), его значение также заключалось в доказательстве необходимости жёсткой последовательной экспериментальной методологии при проведении исследований подобного масштаба.
Другим важным исследованием под руководством Барнетта стал международный проект по анализу эффективности популярной в те годы операции, известной как внешнечерепно-внутричерепное шунтирование. Результаты исследования показали, что эффективность этой методики по устранению последствий инсульта непоследовательна, что вызвало резкую реакцию, поскольку в эти операции были вложены миллиарды долларов. В 1990-е годы масштабное исследование под руководством Барнетта было посвящено проверке эффективности ещё одной популярной методики — каротидной эндартерэктомии. Как и в случае с испытаниями аспирина, эти исследования отличала выверенная жёсткая методология, в последнем случае включавшая последовательную воспроизводимую количественную оценку стеноза.

## Признание заслуг
Доктор Барнетт — почётный член ряда зарубежных академий и медицинских обществ, включая РАМН (1993) и Королевское медицинское общество. В 2012 году ему была присвоена почётная степень доктора наук Оксфордского университета. Барнетт также был обладателем почётных степеней Университета Западного Онтарио, Университета Дэлхаузи, Утрехтского университета и Нью-Йоркского технологического института.
В 1984 году Генри Барнетт стал офицером Ордена Канады как «международный авторитет в области нейроваскулярных заболеваний», принесший славу Канаде своими работами в сфере исследования и лечения инсультов. В 2003 году он был произведён в компаньоны Ордена Канады — высшая степень этой награды. В 1995 году имя Генри Барнетта было включено в списки Канадского медицинского зала славы. В 2008 году Барнетт был удостоен премии в области исследования инсультов Каролинского института (Швеция, англ. Karolinska Stroke Award for Excellence in Stroke Research); он также является лауреатом премии Киллама — ежегодной награды Канадского совета по искусствам, вручаемой за выдающиеся успехи в науке.